# Sergueï Melgounov
Sergueï Petrovitch Melgounov (en russe : Сергей Петрович Мельгунов ; aussi francisé en Serge Melgounov ou Melgounoff), né le 24 ou 25 décembre 1879 à Moscou  et mort le 26 mai 1956 à Champigny-sur-Marne, est un historien, publiciste et homme politique russe connu pour son opposition au gouvernement soviétique et ses nombreux ouvrages sur la révolution russe de 1917 et la guerre civile russe.

## Biographie
Melgounov naît à Moscou dans une ancienne famille aristocratique. Sa mère est polonaise, née Gruszecka. 
Diplômé de l'université de Moscou en 1904, il commence sa carrière politique et universitaire en Russie impériale.
Il intègre le Parti constitutionnel démocratique (« Cadets ») en 1906, puis le Parti socialiste populaire (en) en 1907. 
En 1911, Melgounov fonde la maison d'édition Zadrouga (en russe : Задруга), où il publie plus de 500 livres, et un journal, Golos minouvchégo (« La voix du passé »).
Après la révolution bolchévique d'octobre 1917, il devient un adversaire actif du gouvernement de Lénine et rejoint l'Union antisoviétique de relance de la Russie, qui prône un renversement armé du régime bolchévique.
Il est arrêté et condamné à mort en 1919, mais voit sa sentence commuée en une peine d'emprisonnement. Il est libéré en 1921, mais est forcé de s'exiler l'année suivante. 
Melgounov s'installe finalement à Paris, où il poursuit ses recherches historiques et édite plusieurs revues à destination des émigrés russes. Son livre le plus célèbre est La Terreur rouge en Russie (en russe : Красный террор в России), publié en 1927.